# Synagogen in Karlsruhe

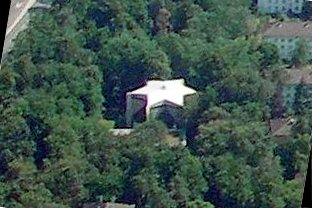
Karlsruher Synagoge, 2005

Die heutige Synagoge der Jüdischen Kultusgemeinde Karlsruhe stammt aus dem Jahr 1971. Ihr gingen mehrere Vorgängerbauten voraus. Bereits im ersten Jahrzehnt nach der Gründung der Stadt (1715) hatten die Karlsruher Juden in der Kronenstraße ein Bethaus mit Mikwe.

## Synagogenbau von Weinbrenner, 1798–1871
Als das schlichte „Gemeindsgebäude“ des 18. Jahrhunderts zu klein wurde, entstanden Pläne für einen Synagogen-Neubau in Karlsruhe. Die Pläne für diesen Bau arbeitete der gerade aus Rom zurückgekehrte, junge Karlsruher Architekt Friedrich Weinbrenner aus. Es war sein erstes Großprojekt in der Stadt, deren Bild er später prägte. Mit der Grundsteinlegung am 10. Juni 1798 am Ort des früheren Gotteshauses wurde der Bau zügig begonnen. Ab 1800 wurde das Gebäude genutzt, die offizielle Einweihung der „Judenschule“, wie israelitische Bet-, Lehr- und Versammlungshäuser damals landläufig genannt wurden, fand allerdings erst 1806 statt, in Anwesenheit von Markgraf Karl Friedrich.
Der Komplex zwischen Kronenstraße und Lange Straße (heute: Kaiserstraße) bestand aus einem Vordergebäude mit Wohnungen und Verwaltungsräumen, einem säulengesäumten Hof für Trauungen und das Laubhüttenfest und dem dahinter gelegenen Sakralbau, darin die Mikwe (das rituelle Bad) und der eigentliche Kultraum mit dem Aron haKodesch (dem Toraschrein). Der Bau war ein frühes Beispiel eines klassizistischen Monumentalbaus mit Spitzbögen als Stilelement des Orientalismus. Ägyptisierende Pylonen beiderseits des Portals, Spitzbogen-Arkaden und dorische Säulen im Innern um den Hof herum kennzeichneten den wuchtigen Bau, der mit seiner morgenländischen Ausstrahlung auch ein Vorbild für weitere Bauten dieses Stils im 19. Jahrhundert war.
In großen Teilen in Holz ausgeführt, brannte diese Synagoge in der Nacht vom 29. zum 30. Mai 1871 nieder, verursacht durch den Brand eines Nachbarhauses.

Weinbrenner-Synagoge
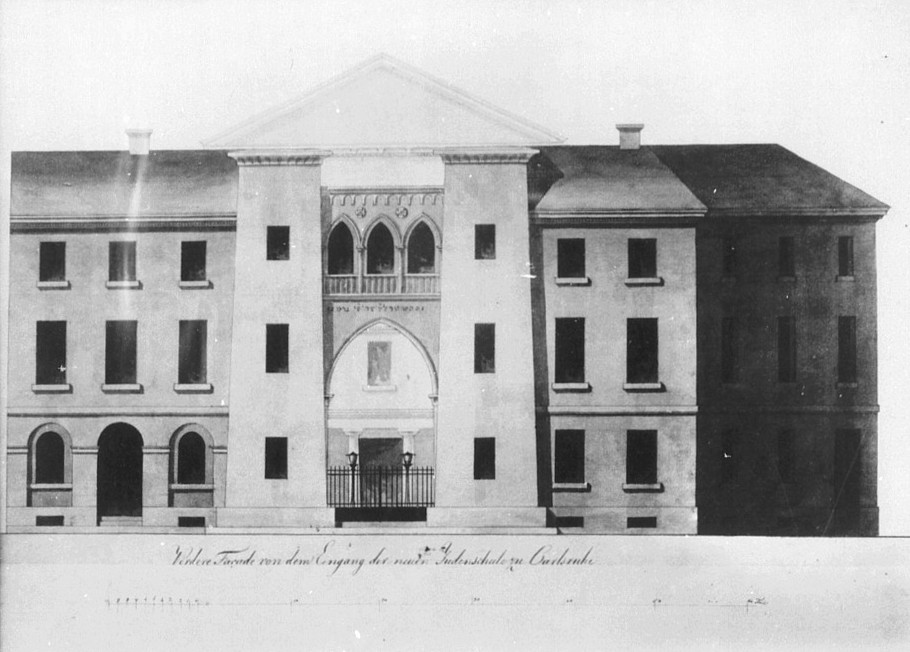
Entwurf von Friedrich Weinbrenner, um 1798
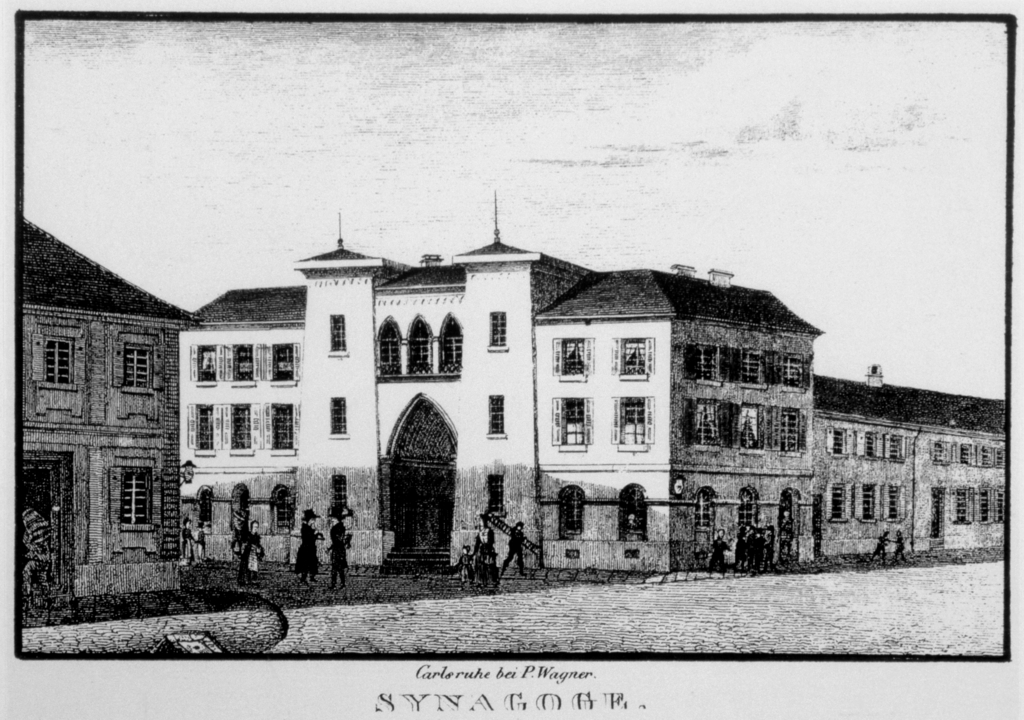
Fassade, um 1810
Innenhof, um 1810
Außenansicht, um 1870

## Liberale Synagoge, 1872–1938
1872–75 entstand an gleicher Stelle ein Neubau. Mit dem späteren Oberbaudirektor Josef Durm wurde ein Architekt beauftragt, der in der Folgezeit die Repräsentationsgebäude der Stadt Karlsruhe gestaltete. Die Hauptfront bildete zusammen mit flankierenden Seitengebäuden einen kleinen Vorplatz, dessen Lage das heutige Denkmal markiert. Zur Ausstattung gehörte u. a. auch eine Orgel.
Während der Novemberpogrome 1938 wurde die Einrichtung demoliert und die Gemeinde gezwungen, das Gebäude auf ihre Kosten abtragen zu lassen.

Liberale Synagoge
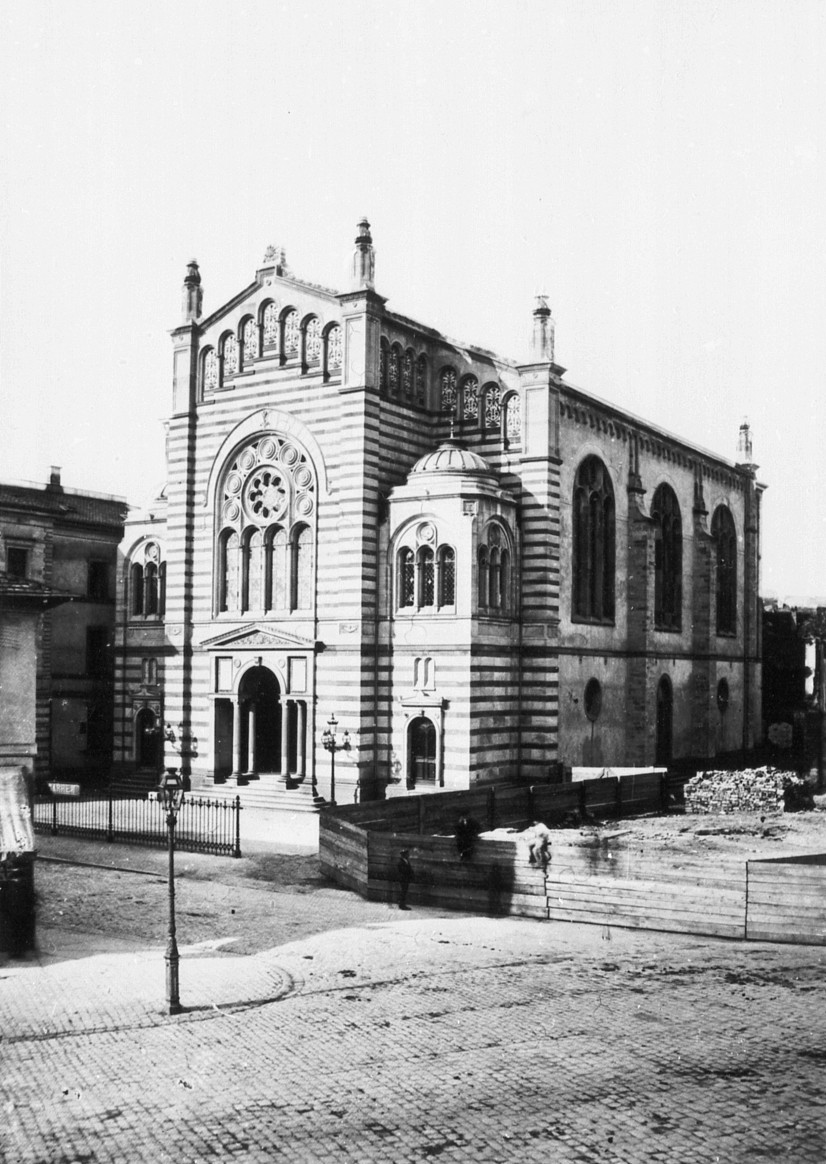
Synagogenbau von Durm, um 1900
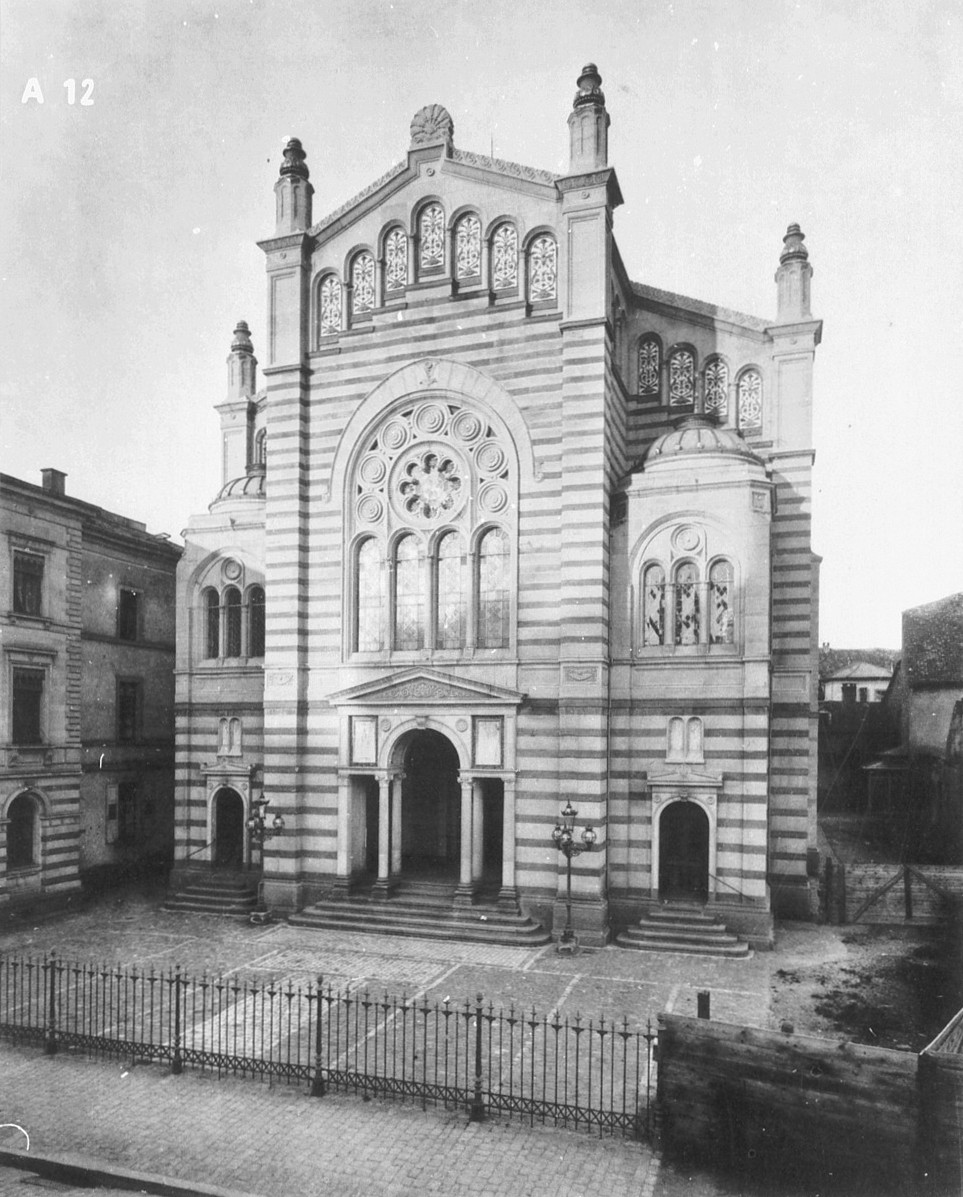
Synagogenbau von Durm, um 1900
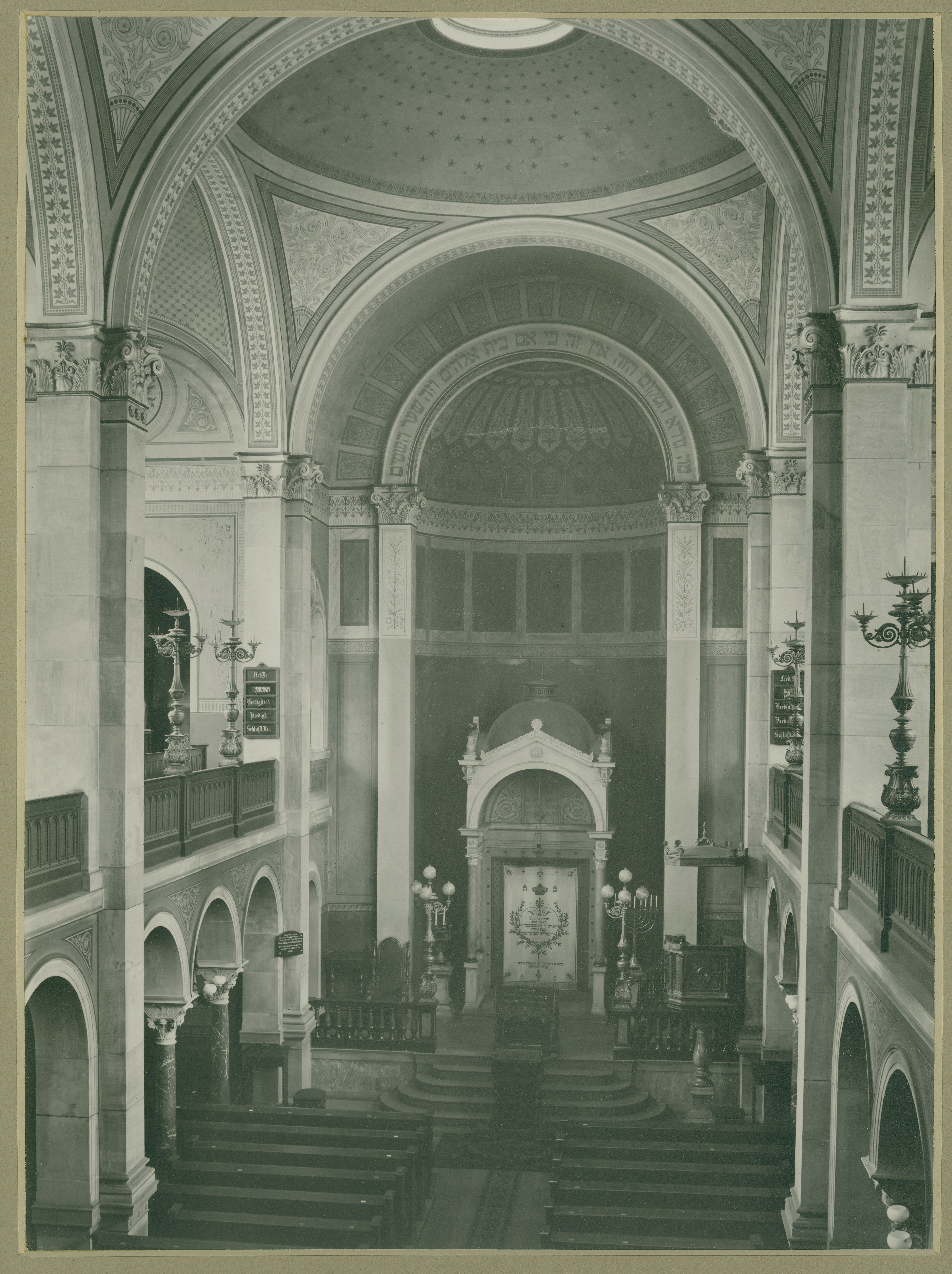
Innenraum, 1896
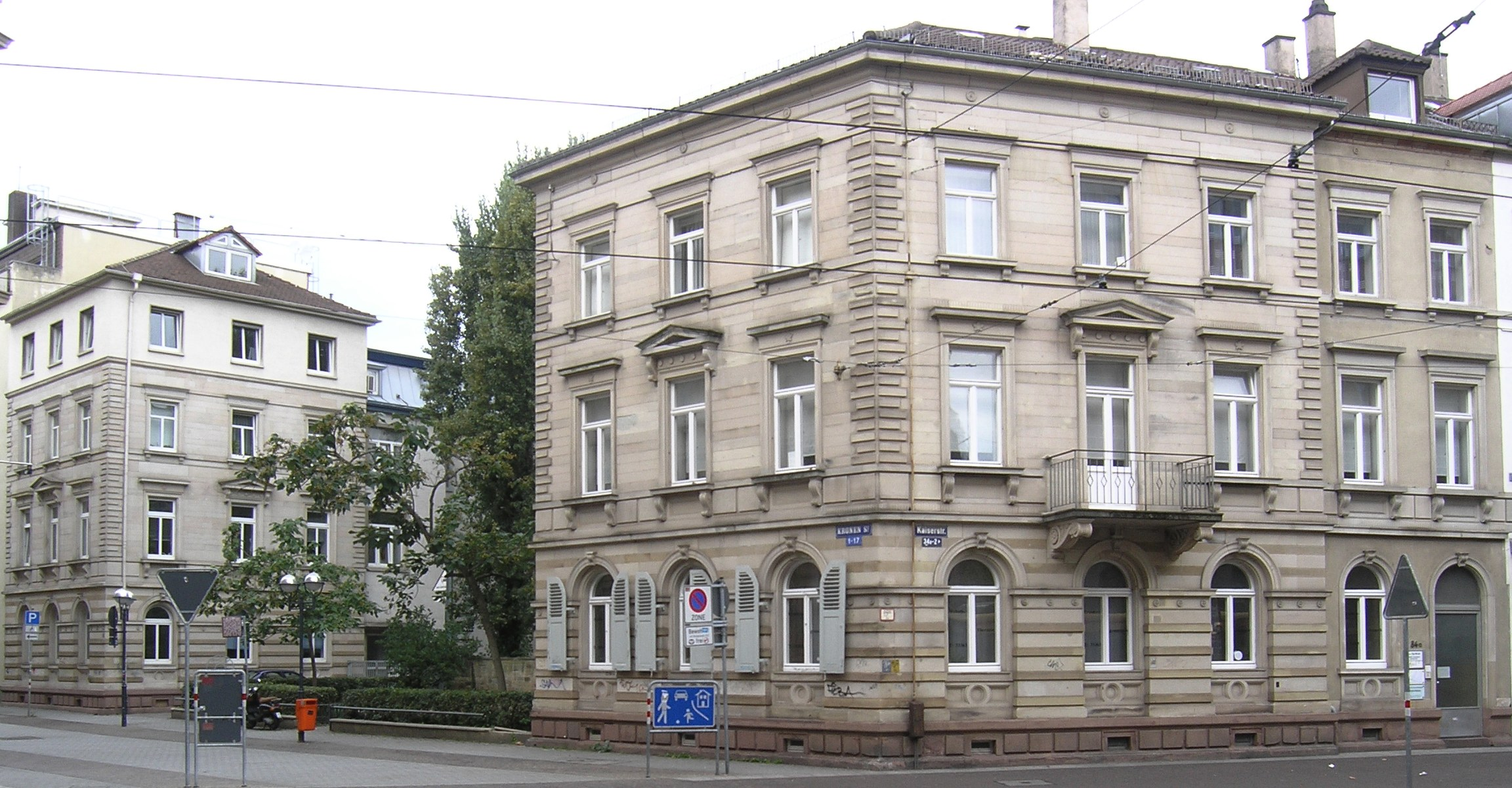
Erhaltene Flügelbauten, 2008

## Friedhof
Auf dem Hauptfriedhof Karlsruhe wurde im liberal-jüdischen Teil 1895 ein Gebäude für Trauerfeiern errichtet.

Friedhofsgebäude
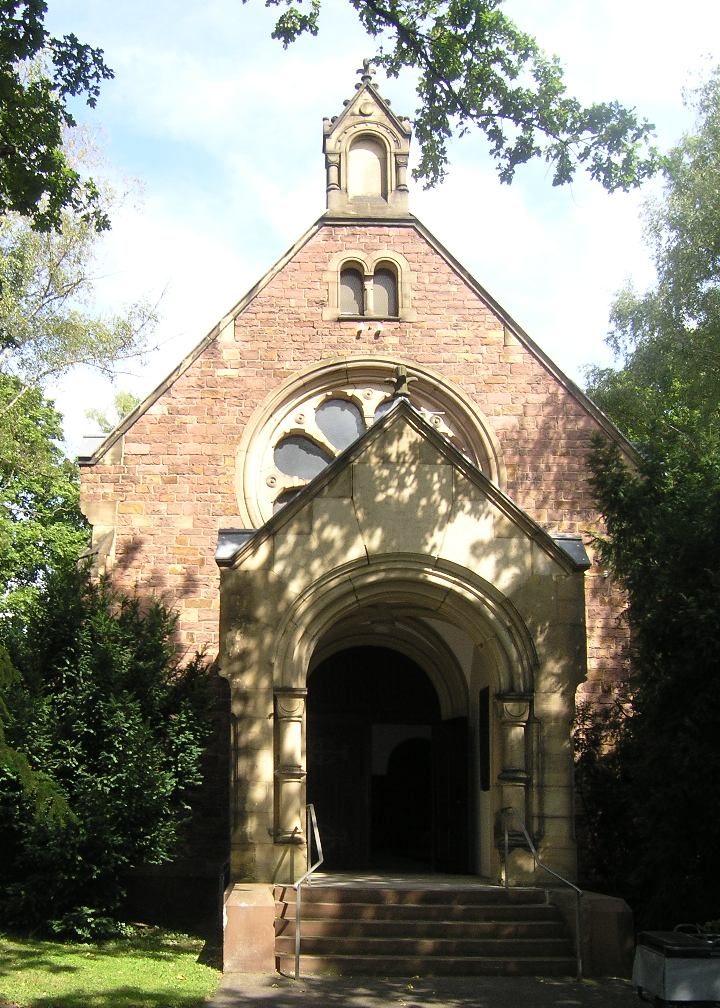
Friedhofsgebäude, 2008

## Orthodoxe Synagoge, 1881–1938
1881 entstand nach Plänen von Gustav Ziegler im Hof der Karl-Friedrich-Straße 16 eine weitere Synagoge. Dieses Gemeindezentrum mit Bethaus und Schule gehörte der aus der alten jüdischen Gemeinde ausgetretenen, orthodoxen Israelitischen Religionsgesellschaft. Durch die Lage des Grundstücks vorgegeben, musste die Hauptfassade an der Ostseite angebracht werden. Hinter dem scheinbaren Eingang befindet sich der Toraschrein.
Auch diese Synagoge wurde 1938 zerstört. Nur eine Gedenktafel am heutigen G. Braun Medienhaus erinnert an den ehemaligen Standort.

Orthodoxe Synagoge
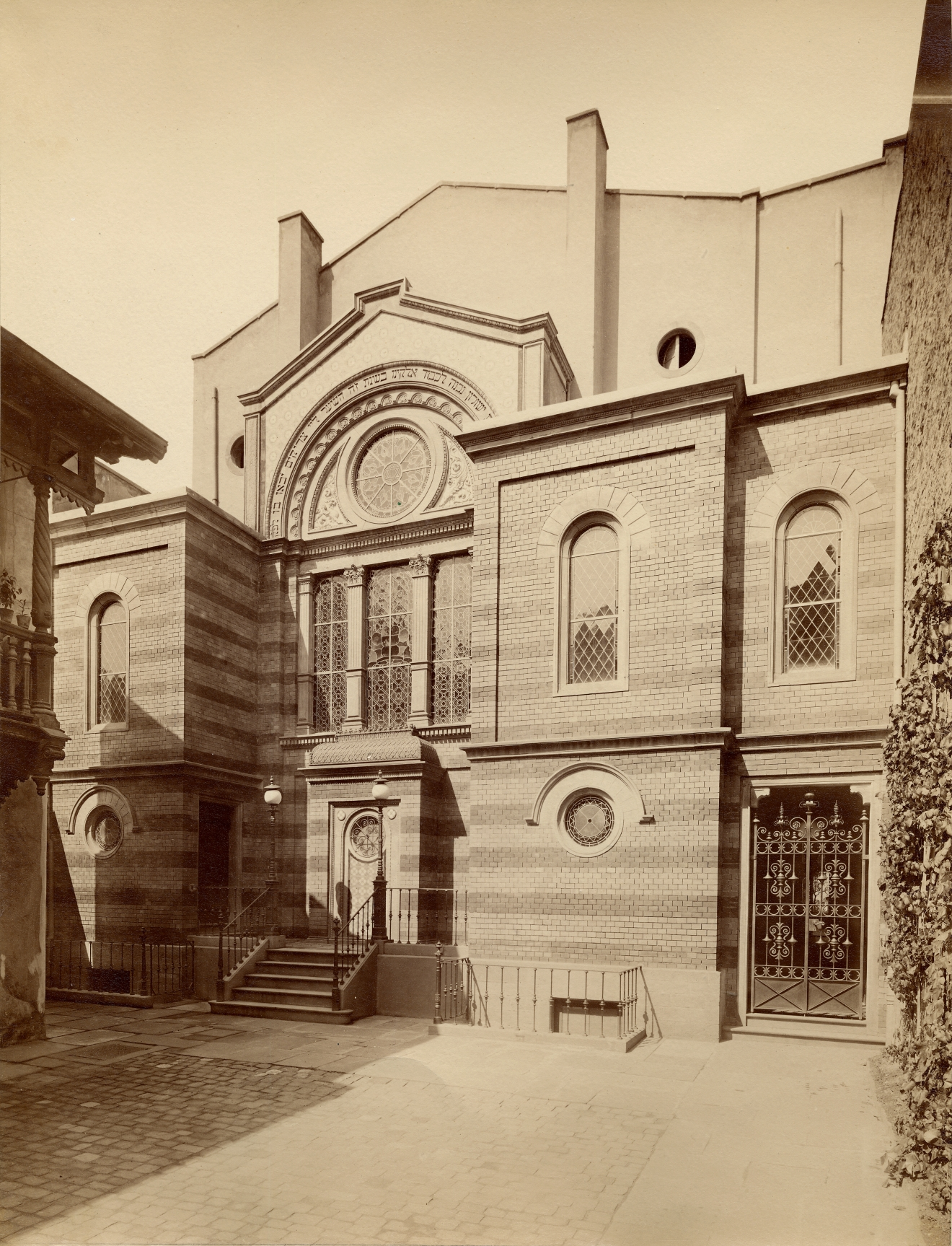
Orthodoxe Synagoge, um 1900
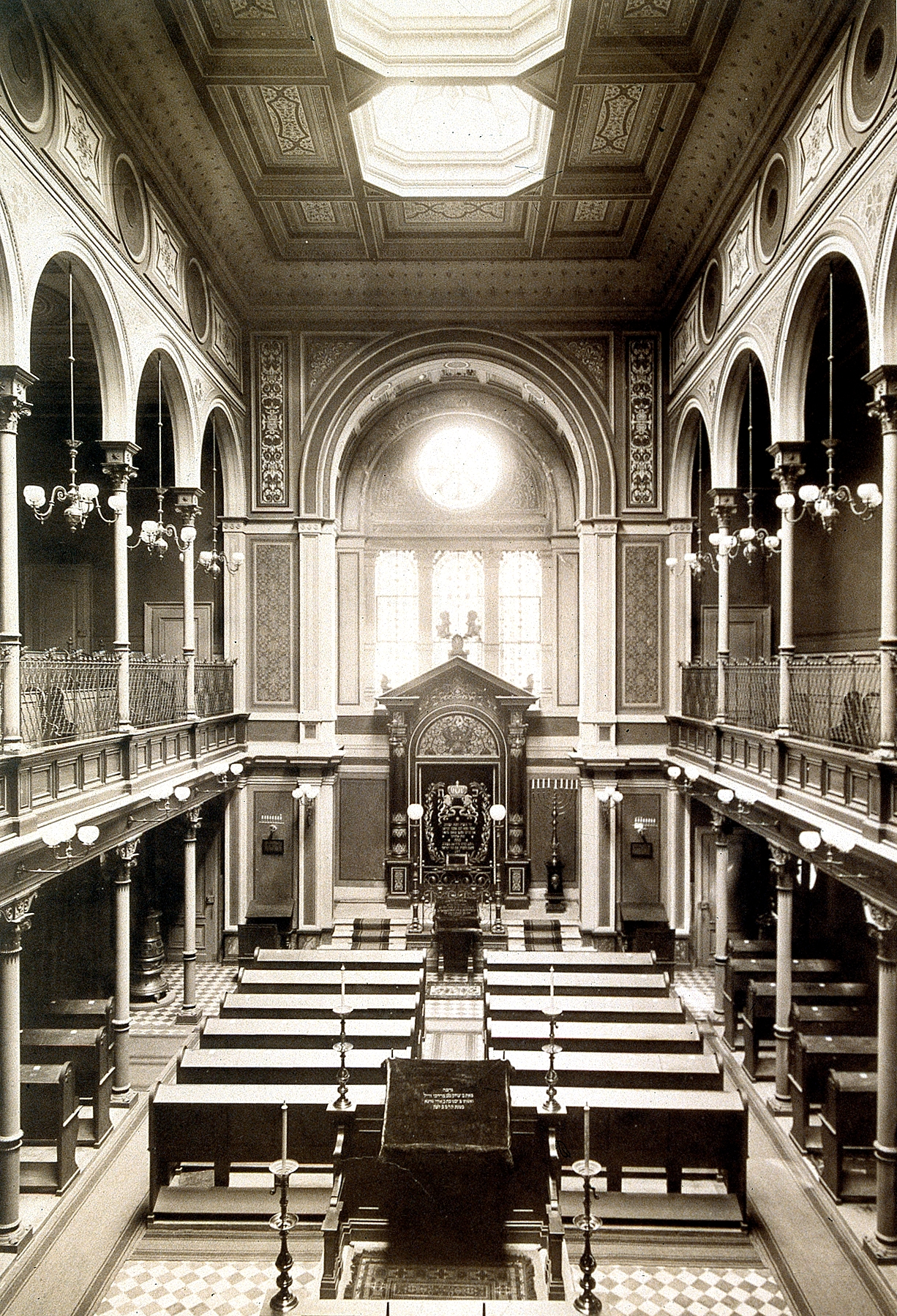
Innenraum, um 1900

## Herrenstraße 14
1889 hatten Curjel & Moser, später auch für evangelische Kirchenbauten bekannt, für die jüdische Gemeinde ein Gebäude in der Herrenstraße 14 errichtet.
Dieses Gemeindehaus war, zusammen mit dem Hotel Nassauer Hof in der Kriegsstraße, die letzte Zuflucht für viele jüdische Karlsruher vor ihrer Flucht oder Verschleppung. Das Gebäude wurde im Krieg nicht zerstört und diente danach den Zurückkehrenden und Displaced Persons als Bethaus und Gemeindezentrum.

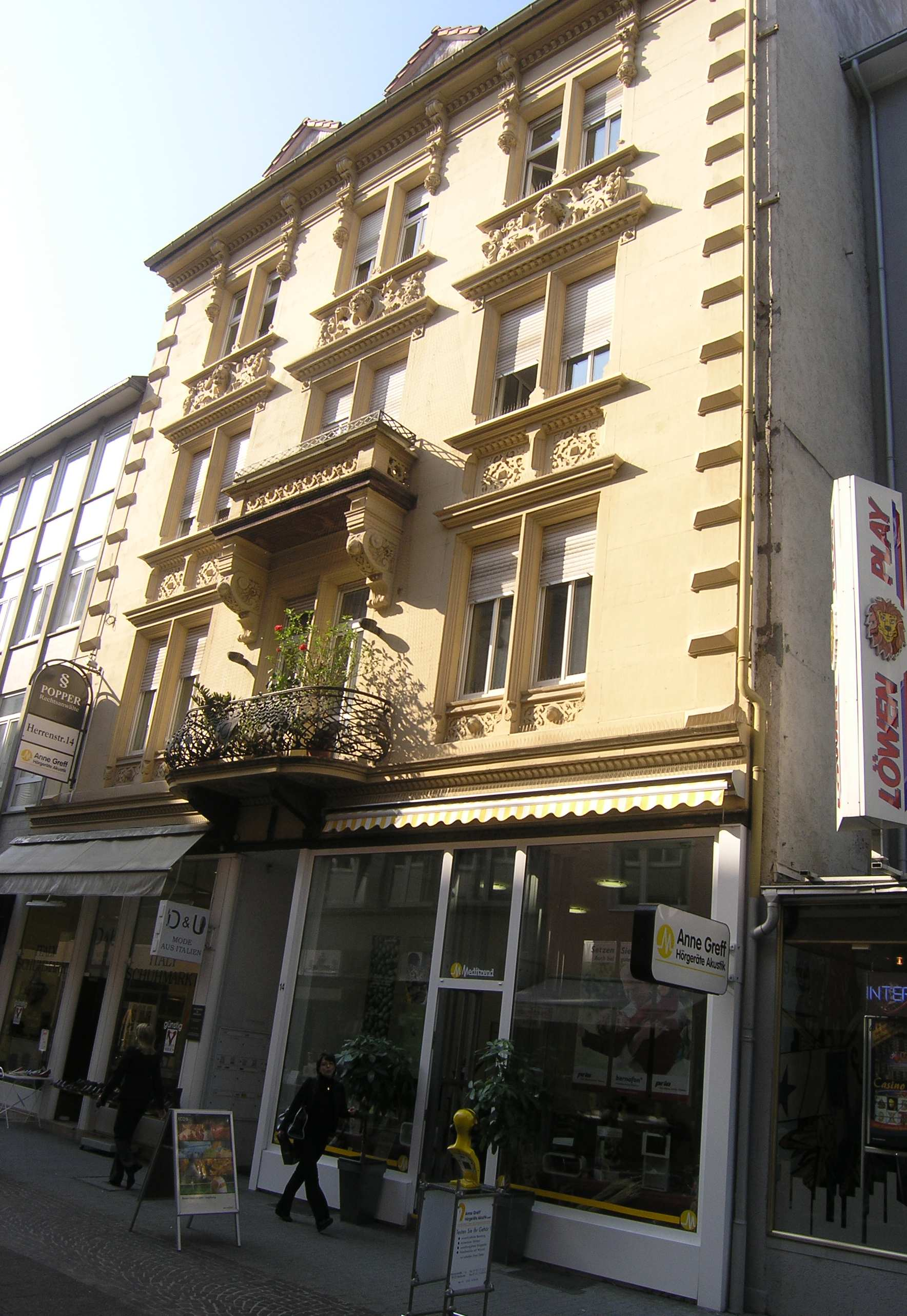
Herrenstraße 14, 2007

## Neue Synagoge (1971)
1971 errichtete die Jüdische Kultusgemeinde einen Neubau an der Knielinger Allee, im Bereich der heutigen Nordstadt. Das Architekturbüro Backhaus und Brosinsky hatte zuvor Gebäude für bekannte Karlsruher Firmen sowie Wohnsiedlungen für die Volkswohnung und die Besatzungsmächte geplant. Die Synagoge hat einen sechseckigen Grundriss, die Dachkonstruktion bildet einen Davidstern, die Wandflächen geneigte Dreiecke. Im Inneren entsteht ein zeltartiger Eindruck. Unter dem Synagogensaal befindet sich ein Festsaal. Eine Mikwe ist nicht vorhanden. Im Büroanbau hat auch der Oberrat der IRG Baden seinen Sitz. Die Synagoge und das Gemeindezentrum sind denkmalgeschützt.